# Amanz Gressly
Amanz Gressly (né le 17 juillet 1814 à Bärschwil et mort le 13 avril 1865 à Berne) est un géologue et un paléontologue suisse. C'est lui qui a introduit la notion de faciès en géologie, il est considéré comme un des fondateurs de la stratigraphie moderne et de la paléoécologie.

## Biographie
Amanz Gressly est né à Bärschwil, fils de Xaver Franz Gressly et de Margrit, née von Glutz-Ruchti. Il est l'ainé de huit enfants. Les Gressly étaient considérés comme une famille aisée, la verrerie familiale à Bärschwil fait malheureusement faillite dans les années 1850. Amanz Gressly a par la suite toujours essayé de soutenir son père ruiné, même s'il était souvent lui-même en difficulté financière.
Il commence des études de médecine à Strasbourg, mais les interrompt rapidement et se consacre complètement à sa passion, la géologie, en grande partie en autodidacte. Dès cette époque, il commence à collectionner les fossiles, ce qu'il fera toute sa vie de manière intensive. Dans sa biographie sur Gressly (parue en 1986), Stampfli cite le zoologiste Johann Jakob von Tschudi : « Mis à part les pierres, rien n'existait pour lui, et je crois que briser un coquillage fossile devant ses yeux aurait entraîné des convulsions hystériques de sa part. »
À partir de 1836, il réside principalement à Neuchâtel, où il devient collaborateur de Louis Agassiz, avec Carl Vogt et Pierre Jean Édouard Desor. Agassiz avait remarqué la collection d'objets pétrifiés de Gressly, abondante et bien ordonnée, et l'avait ensuite invité à Neuchâtel. Dans l'introduction de sa monographie sur les bivalve Mya arenaria, Agassiz explique qu'il doit la majeure partie des matériaux de ce travail à Gressly. Il nomme d'ailleurs une nouvelle espèce de bivalve fossile qui venait d'être découverte Gresslya, en honneur de son assistant.
Néanmoins, Gressly ne se sent pas chez lui à Neuchâtel, il écrit en janvier 1845 dans une lettre au professeur Schlatter de Soleure : « Neuchâtel me semble une ville plus mortelle et ayant moins de goût que n'importe quelle autre et sans Agassiz, j'aurais du mal à y dormir. ». Deux mois plus tard, il quitte la ville. Il n'y réside à nouveau de manière prolongée qu'entre mi-1855 et 1863. Gressly se sent aussi déçu par Agassiz, son modèle admiré, qui a emmené quelques-uns des plus beaux spécimens de la collection de Gressly lorsqu'il a émigré aux États-Unis. Les conditions réelles de cet emprunt restent peu claires. Apparemment, Agassiz a aussi abandonné l'offre d'emmener Gressly avec lui en Amérique.
Déjà durant sa période neuchâteloise, Gressly réside régulièrement à Soleure. Après avoir guéri d'une crise de nerf à la suite de l'achèvement de son livre Observations géologiques sur le Jura Soleurois (en 1841), il y reste un certain temps pour installer une exposition de sa collection dans le lycée du canton (Kantonschule), à la demande du service de l'éducation. Durant les dix ans à Neuchâtel, Gressly ne reste jamais longtemps au même endroit, mais préfère parcourir et étudier tout le massif du Jura environnant.
À partir du début des années 1850, Gressly est invité par la compagnie ferroviaire Schweizerische Centralbahn comme expert géologue pendant la construction de plusieurs lignes de chemins de fer dans le Jura, entre autres la ligne de Hauenstein (Hauensteinlinie) Bâle - Olten  et la ligne Bâle - Laufon - Delémont - Sonceboz - Bienne.
Le profil géologique constitué pendant le percement du premier tunnel de Hauenstein-Scheitel reçoit un fort retentissement. Gressly vit plusieurs mois à Olten, mais rend souvent visite à la compagnie britannique Thomas Brassey responsable du percement, à Buckten. Il apprend l'anglais à cette occasion. Il travaille ensuite sur d'autres projets ferroviaire, comme sur profil du tunnel sous la Vue des Alpes, entre le Val de Ruz et La Chaux-de-Fonds : les prévisions de Gresslys pendant la construction du tunnel s'avèrent quasi-parfaitement pertinentes. D'après Hartmann (en 1868), « la société géologique de Londres salue cette conformité de la théorie vis-à-vis de la pratique comme un triomphe éclatant de la science. »

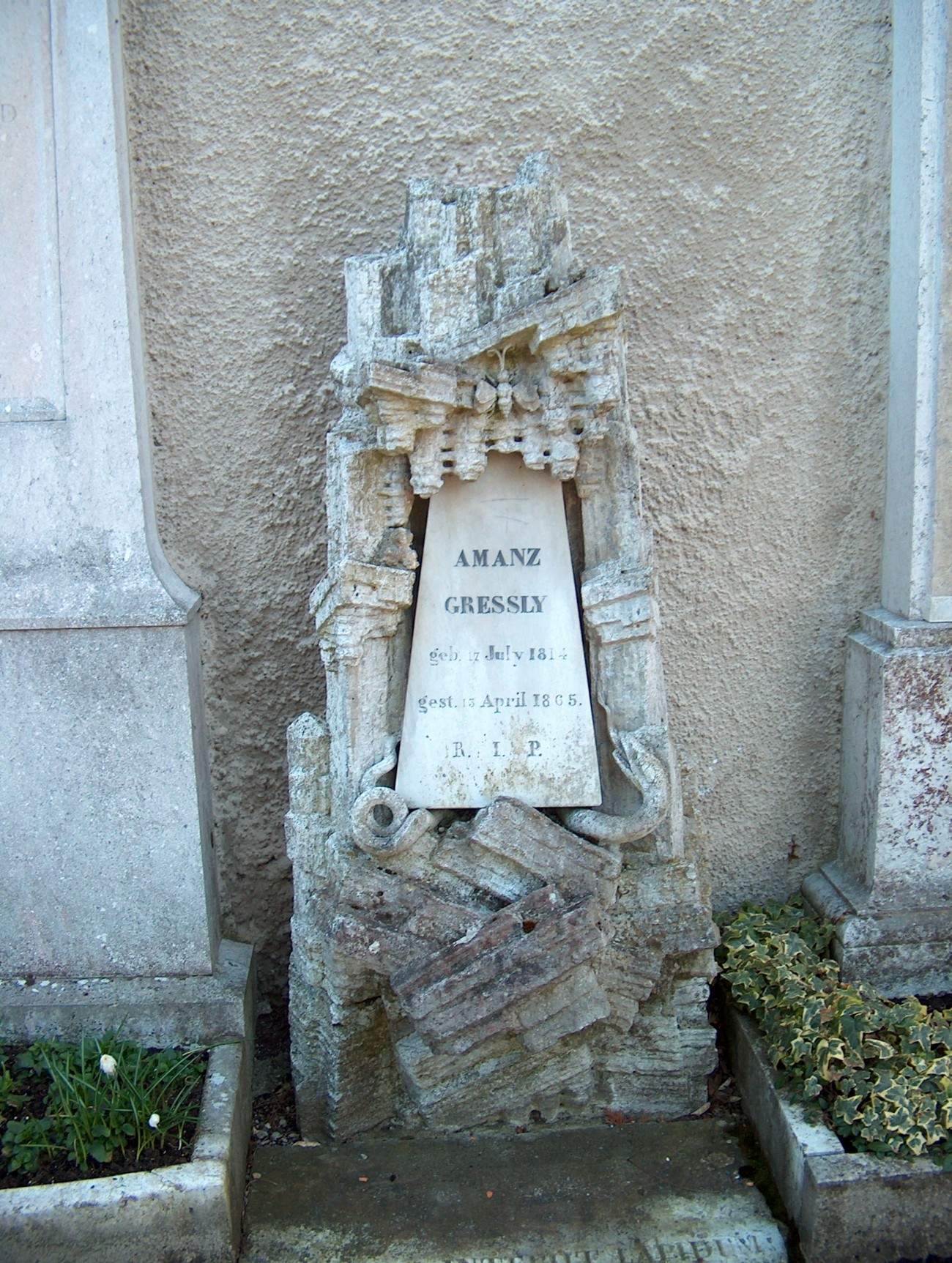
Pierre tombale d'Amanz Gressly

Gressly entreprend d'autres voyages : en 1859 en France, au bord du Golfe du Lion, pour y étudier avec Desor les animaux marins. Puis il va, sous la direction de Georg Berna, au Cap Nord, sur l'île de Jan Mayen et en Islande, avec Carl Vogt et d'autres scientifiques.
Gressly souffre depuis sa jeunesse de problèmes psychiques qui s'aggravent dans les années 1860. Il se trouve à partir de l'été 1864 en traitement à la clinique psychiatrique de Waldau à Berne. Il semblait sur la voie de la guérison lorsqu'il meurt soudainement d'une attaque cérébrale le 13 avril 1865.
Amanz Gressly est enterré au cimetière St-Nicolas (St. Niklaus) près de Soleure. Sur sa pierre tombale est écrite l'épitaphe suivante en latin : 
Gresslius interiit lapidum consumptus amore,
Undique collectis non fuit hausta fames.
Ponimus hoc saxum. Mehercle! totus opertus
Gresslius hoc saxo, nunc satiatus erit.
Cette inscription ironique, que Gressly a lui-même transcrite en latin à partir de l'épitaphe d'un minéralogiste datant de 1796, peut être traduite ainsi :
Gressly mourut consummé par son amour des pierres ;
les ayant collectées de toute part, sa faim ne fut pas calmée.
Nous posons cette roche. Par Hercule! Entièrement couvert
Par cette roche, Gressly sera maintenant rassasié.

## Importance scientifique
Il a introduit la notion de faciès en géologie, dans son œuvre en trois parties Observations géologiques sur le Jura Soleurois, publiées entre 1838 et 1841. Il est considéré comme un des fondateurs de la stratigraphie moderne, il avait déjà développé le principe que Johannes Walther (en) nommera plus tard règle de faciès.
Un dinosaure, décrit pour la première fois en 1857, est nommé en son honneur : le Gresslyosaurus. Il s'agit en fait certainement d'un synonyme du Plateosaurus.

## Personnalité
Amanz Gressly était considéré par ses contemporains comme particulier. Ses vêtements étaient généralement négligés et il portait une barde touffue, souvent désordonnée. En société, il était réservé, voire timide, mais amical. Stampfli écrit : « On le qualifierait maintenant certainement de marginal, de non conventionnel, mais il était doté d'une intelligence extra-ordinaire ».
Dans son livre Galerie berühmter Schweizer der Neuzeit (galerie de Suisses célèbres de l'époque moderne), Alfred Hartmann rapporte le portrait dressé par un ami de Gressly :
« Un homme de stature moyenne, avec une barbe hirsute et sauvage, un chapeau de feutre mou gris et tordu, négligemment posé sur ses cheveux ébouriffés. Sous son front droit et deux sourcils broussailleux, deux yeux perçants observent à travers des lunettes ; et son sourire amical souvent sur le coin de la bouche trahit une bonhomie enfantine inoffensive. La tenue de son corps, un peu penchée en avant, et son pas lourd sont les signes d'un homme plus à l'aise sur des sentiers rudes et escarpés que sur le parquet verni d'un salon distingué. De la grande poche de son manteau gris jamais brossé et souvent déchiré sort un marteau de géologue, emblème de sa science... Pour compléter l'image, il faut ajouter des mains calleuses, qui voyaient rarement l'eau et le savon, des chaussures de montagne cloutées et un cigare allumé à la bouche »

## Honneur posthume
Plusieurs mémoriaux ont été dressés en honneur de ce géologue connu pour ces voyages de recherches dans toute la région du Jura, et son originalité : 
- dans la grotte de Vérène (Verenaschlucht) près de Soleure se trouve une pierre commémorative.
- un mémorial a été installé près de l'école de sa ville natale Bärschwil, sculptée par le tessinois Remo Rossi.
- un tableau commémoratif est posé sur le mur extérieur du musée de Laufon.
- Soleure possède une rue en son nom Amanz-Gressly-Strasse.
- La société suisse de paléontologie (Schweizerische Paläontologische Gesellschaft) décerne depuis 2004 la médaille Amanz-Gressly pour mérites particuliers en  paléontologie.

## Littérature
- (de) Hans R. Stampfli: Amanz Gressly, 1814-1865: Lebensbild eines außerordentlichen Menschen. cahier séparé de la publication de la Naturforschenden Gesellschaft des Kantons Solothurn (société naturaliste du canton de Soleure) -  32(1986).
- (de) Alfred Hartmann: Amanz Gressly, Galerie berühmter Schweizer der Neuzeit (galerie de Suisses célèbres de l'époque moderne) ; Tome 1. Baden: Friedrich Hasler, 1868.